# 장궁구

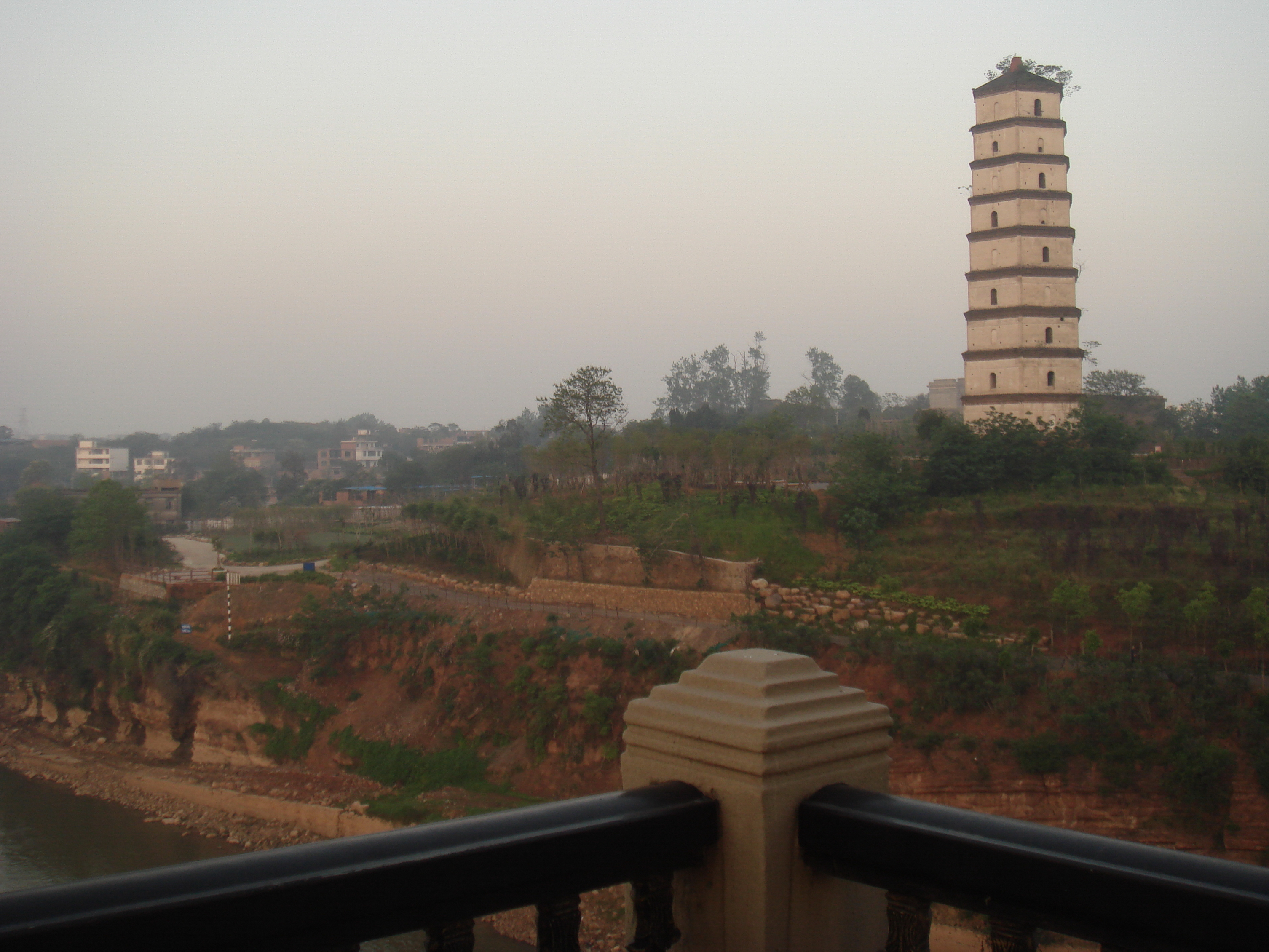

장궁구(한국어: 장공구, 중국어: 章贡区, 병음: Zhānggòng Qū)는 중화인민공화국 장시성 간저우 시의 현급 행정구역이다. 간저우의 오래된 고대 하수 시스템인 푸서우 거우(福寿沟)는 11세기에 세워져 오늘날까지 사용되고 있다. 넓이는 479 km2이고, 인구는 2007년 기준으로 590,000명이다.

## 행정 구역
5개 가도, 7개 진을 관할한다.
- 가도: 赣江街道 , 解放街道 , 南外街道 , 东外街道 , 黄金岭街道
- 진: 蟠龙镇 , 沙石镇 , 水东镇 , 湖边镇 , 水南镇 , 沙河镇 , 水西镇